# Late Show with David Letterman
Late Show with David Letterman foi um late-night talk show estadunidense apresentado por David Letterman, sendo a primeira versão moderna do Late Show da CBS. O programa estreou em 30 de agosto de 1993, e foi produzido pela produtora de Letterman, a Worldwide Pants Incorporated, e a CBS Television Studios. O diretor musical e líder da banda do programa, a CBS Orchestra, é Paul Shaffer. O escritor principal é Matt Roberts e o narrador é Alan Kalter. Um dos maiores programas de late-night, Late Show é segundo em números de audiência durante os anos e o terceiro em número de episódios de todos os tempos. Na maioria dos mercados americanos, o programa vai ao ar das 23h35 às 0h37 nos horários oriental e do pacífico dos Estados Unidos e gravado de segunda a quarta-feira às 16h30 e nas quintas-feiras às 15h30 e às 18h00 no horário oriental dos Estados Unidos. O segundo episódio gravado nas quintas geralmente vai ao ar nas sexta-feiras da mesma semana.
Em 2002, o Late Show with David Letterman foi listado em 7° lugar na lista dos 50 maiores programas de televisão de todos os tempos da TV Guide. A CBS tem contrato com a Worldwide Pants para continuar com o programa até o final de 2015. Como apresentador do Late Night e Late Show por mais de 30 anos, Letterman passou Johnny Carson como o apresentador que apresentou um late-night talk show durante maior duração em 2013.
Em 3 de abril de 2014, Letterman anunciou que iria se aposentar em 2015, sendo que o contrato de Letterman terminará por volta de agosto do mesmo ano. Em 10 de abril, a CBS anunciou que Letterman seria sucedido por Stephen Colbert, que estreará sua nova versão do Late Show em 8 de setembro de 2015. O último programa apresentado por David Letterman foi transmitido nos Estados Unidos em 20 de Maio. Letterman foi substituído pelo também comediante Stephen Colbert.

## Apresentação

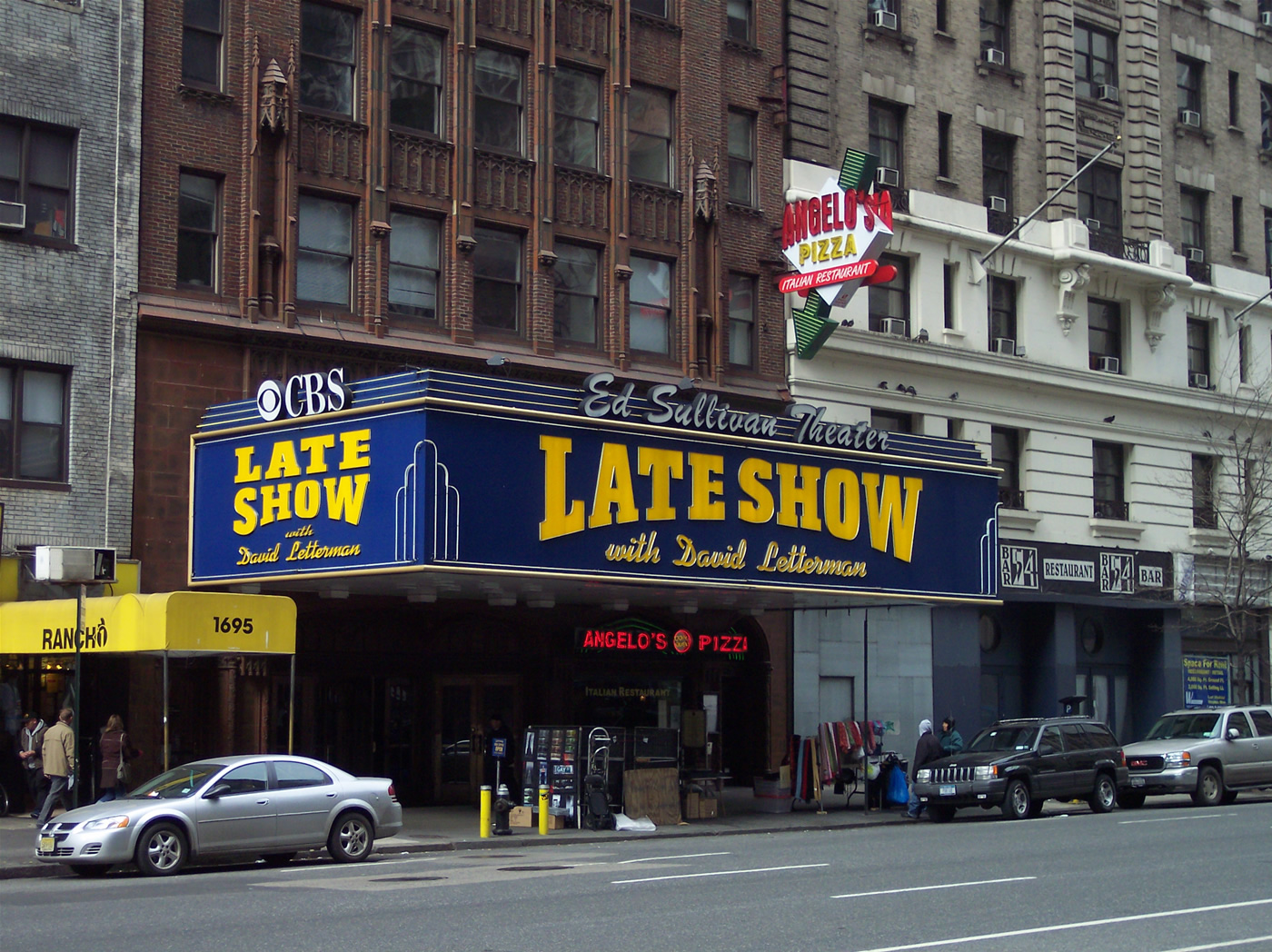
Ed Sullivan Theater - Broadway, Nova Iorque, de onde o programa é gravado.

David Letterman é um famoso e requisitado comediante americano, caracterizado pelo seu estido de Stand-up comedy. Antes de apresentar o Late Show, Letterman apresentou o Late Night, na rede NBC, que é atualmente apresentado por Jimmy Fallon. Letterman, que também apresentou a Edição de 1995 do Oscar, foi eleito recentemente pela revista Forbes, em sua lista "Top 100 Celebridades", como a 17ª celebridade mais reconhecida do mundo, ficando a frente de seu rival de audiência, Jay Leno. Dia 5 de fevereiro de 2007, Letterman comemorou 25 anos como apresentador de programas tipo late night.
Depois de duas décadas, Letterman deixou o programa, que passou a ser apresentado pelo comediante Stephen Colbert.

## Mudança da NBC para CBS
Depois de trocar a NBC pela CBS, David continuou a apresentar praticamente o mesmo show que era exibido na NBC, incluindo o quadro Top Ten, o músico Paul Shaffer e a banda do programa. Para que não ocorressem futuros processos por parte da NBC, por Letterman estar supostamente "copiando" quadros pertencentes a ela, David trocou-os ligeiramente de nome. Por exemplo, na NBC um quadro chamava-se "Cartas dos espectadores" e na CBS passou a se chamar "Saco de Cartas da CBS".
O programa foi transmitido direto do Ed Sullivan Theater, que fica no cruzamento da Rua 53 com a Broadway, em Nova Iorque. Foi exibido entre 30 de agosto de 1993 e 20 de Maio de 2015, por volta de 23h35 (Hora Local de Nova York) nas madrugadas da emissora, porém o programa era gravado no período da manhã ou da tarde, e raramente exibido ao vivo.

## Quadros / O programa
O programa começa com a abertura feita pelo narrador Alan Kalter, aonde são anunciados os convidados do programa, com imagens de Nova Iorque ao fundo. Após a introdução, o show se inicia pelo tradicional monólogo de David, aonde o apresentador comenta as principais notícias do dia, sempre colocando humor em suas apresentações.
Após isto, o programa segue com outros tradicionais quadros, como:
- "Telemundo Highlight of the Night" - Paródia de novelas latinas exibidas pelo canal Telemundo.
- "George W. Bush Joke That's Not Really a Joke" e "George W. Bush - What?" - Quadros aonde David faz perguntas diretas ao ex-presidente George W. Bush e a suposta resposta do ex-presidente - na verdade uma montagem - é sempre a mais imprevisível.

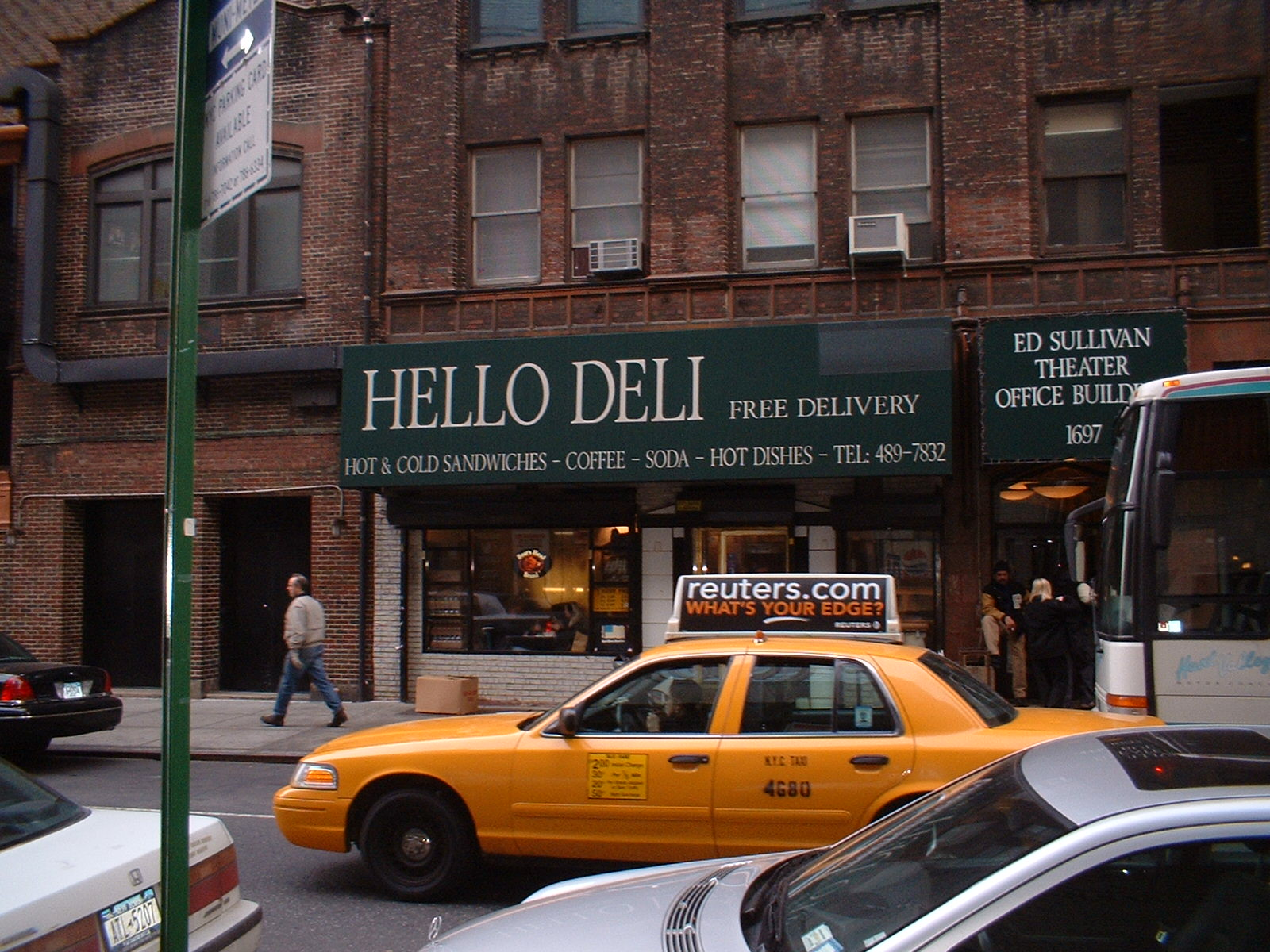
Hello Deli, a delicatessen de Rupert Jee, freqüentemente citada em quadros do programa.

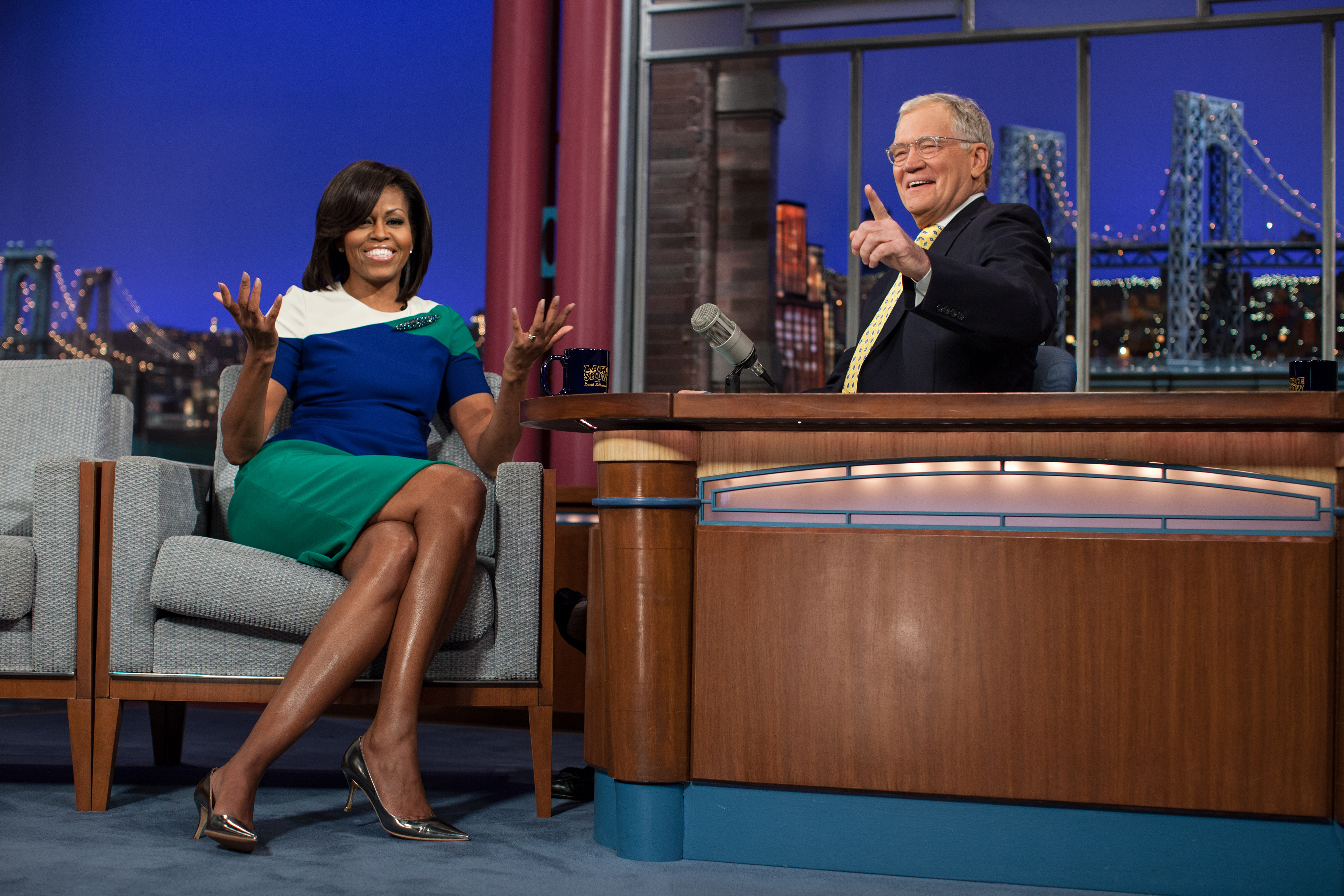
David Letterman entrevistando a primeira dama americana Michele Obama em 2012

- Rubert Jee: "Hello Deli", "What's on the iPod?" - Nestes quadros, o "auxiliar" Rupert Jee comanda brincadeiras com o público que está na rua, como por exemplo cantar uma música grotescamente, e então o convidado tenta adivinhar. Como recompensa é oferecido ao visitante a famosa "Bandeja de Frios da Hello Deli".
- "Late Show Top Ten" - Lista com as dez melhores, geralmente respostas à perguntas sobre notícias de celebridades ou política, sempre em tom humorado.
- "Fun Facts" - este quadro apresenta as mais inúteis curiosidades do mundo, como por exemplo: "Pipoca amanteigada tem mais gordura que pipoca sem manteiga" que supostamente teriam saído de um Departamento do Governo Americano.
- "Small Town News" - Notícias grotestas e erros de escrita que saem de jornais de pequenas cidades americanas, daí o título "Notícias de Cidades Pequenas".
- "Will It Float?" - Neste quadro David e Paul apostam se objetos como "banha de porco industrializada embalada a vácuo" boia ou flutua na água. Eles apostam normalmente algo parecido com uma "Sanduicheira elétrica com botão de auto-limpagem". David até inventou uma versão do jogo para o "Xbox 360" e também uma versão de tabuleiro e outra para viagens. Ambas não existem de verdade, obviamente.
- "Great Moments in Presidential Speeches" - exibido em praticamente todos os programas, o quadro mostra inicialmente dois discursos de algum ex-presidente americano. Em seguida é colocada uma frase, resposta ou gesto estúpido feito pelo presidente norte-americano George W. Bush.
- Outros quadros também estão presentes no programa, como "A Moment With George W. Bush", "Rejected FDA Items", "George Bush's Spanish is better than his English", e muitos outros criados excepcionalmente para determinadas ocasiões.

A seguir David chama um dos seus convidados, com quem geralmente conversa durante um bloco. Em seguida o seu outro convidado é chamado ao palco.
Finalizando o programa, David chama o também tradicional quadro aonde algumas bandas, geralmente desconhecidas, cantam as suas músicas e promovem seus álbuns.

## Grandes entrevistas e shows
Por ser uma grande parada para cantores, políticos e atores, o Late Show já teve a presença de Led Zeppelin, Demi Lovato, Little Mix, Paul McCartney, Amy Lee, Al Pacino, Johnny Depp, Slash, John Cusack, Madonna, Mariah Carey, Drew Barrymore, Oprah Winfrey (de quem David seria supostamente um desafeto, mas tudo - aparentemente - não passou de um mal entendido), Alice In Chains (Show em 1996, sendo uma das últimas apresentações do ex-vocalista da banda, o falecido Layne Staley), Courtney Love, U2, Tom Hanks, Danny DeVito, Bruce Willis, Lady Gaga, Mark Wahlberg, Ellen DeGeneres, Lucy Lawless, Katy Perry, Michael Jordan, Robert De Niro, Dustin Hoffman, Ben Stiller, Christina Aguilera, Cuba Gooding Jr., Beyoncé Knowles, Janet Jackson, Johnny Carson, Paris Hilton, Elisha Cuthbert, Sandra Bullock, Jerry Seinfeld, Will Smith, George W. Bush, Hillary Clinton, Sarah Michelle Gellar, Kristen Stewart, Nicole Richie, Anna Wintour, Emma Watson, Angelina Jolie, Miley Cyrus, Britney Spears, Fernanda Montenegro, Jennifer Aniston, Hayden Panettiere, Jessica Alba, Jennifer Lopez, Ashley Olsen, Jessica Simpson, Barack Obama, Selena Gomez, Eddie Van Halen, David Lee Roth, Kaley Cuoco, Girls Generation, Hatsune Miku, entre muito outros.

## Transmissão no Brasil
No Brasil o Late Show foi, durante muito tempo, transmitido pelo canal pago The Superstation, entre Setembro de 1993 e Outubro de 2000. Com o fim do canal (que foi substituído por NatGeo), a atraçãofoi transmitida pelo GNT entre 2002 e 2011. No dia 3 de setembro de 2012, o programa é transmitido pela Record News. No dia 5 de novembro de 2012, Record suspendeu as transmissões do programa.  Apenas cinco brasileiros já foram entrevistados por Letterman: a atriz Fernanda Montenegro, Carmen Mayrink Veiga (em 1994) e os pilotos de automobilismo Hélio Castroneves, Cristiano da Matta e o vencedor da edição 2013 das 500 milhas de Indianápolis, Tony Kanaan.
No dia 3 de fevereiro de 2014 o Late Show voltou a ser exibido na Record News por volta de 23h30 (com atraso de 2 dias em relação a exibição americana). Em 2015, passou a ser exibido às 22h30 de segunda a sexta, e a Record News exibiu o último programa que foi ao ar em 22 de Maio de 2015. Ainda não se sabe se a nova versão, apresentada pelo Stephen Colbert será exibida na Record News.